# Querida Condesa
Querida Condesa (Cartas de Johann Sebastian Mastropiero a la Condesa de Shortshot) fue un espectáculo del grupo humorístico musical argentino Les Luthiers, estrenado el miércoles 26 de noviembre de 1969, en el café-concert «La Cebolla», de Buenos Aires. Se realizaron 154 funciones. La última función de este ciclo se llevó a cabo el sábado 6 de febrero de 1971, en el «Club Horizonte», de Mar del Plata, Argentina. El contenido de los recitales variaba cada día, en un marco de unos treinta o cuarenta minutos.

## Programa
- Té para Ramona. (Madrigal reminiscente)
- El látigo y la diligencia. (Aire de danza pecuaria)
- El polen ya se esparce por el aire. (Canción levemente obscena)
- Cantata de la planificación natural. (Cantata)
- Epopeya de Edipo de Tebas. (Cantar bastante de gesta)
- Chacarera del ácido lisérgico. (Tradicional alucinógeno)
- Zamba de la ausencia. (Zamba)
- Candonga de los colectiveros. (Candombe - Milonga)
- Berceuse. (Canción de cuna)
- Calypso de Arquímedes. (Principio musical)
- Teorema de Thales. (Divertimento matemático)
- El alegre cazador que vuelve a su casa con un fuerte dolor acá. (Scherzo concertante)

## Créditos y elenco
Integrantes
- Jorge Maronna
- Marcos Mundstock
- Carlos Núñez Cortés
- Daniel Rabinovich

Por motivos de salud, Gerardo Masana estuvo de licencia.
Músicos invitados
- Carlos López Puccio
- Mario Neimann (1969-1970)
- Rubén Verna (1970)
- Máximo Lamalfa (1970)

Libro
- Marcos Mundstock

Música
- Jorge Maronna
- Gerardo Masana
- Carlos Núñez Cortés

Otros créditos
- Lutier de Les Luthiers: Carlos Iraldi